# Simon Antoine Jean L'Huilier
Simon Antoine Jean L'Huilier   (Ginebra, 24 d'abril de 1750 - Ginebra, 28 de març de 1840), o Lhuilier, fou un matemàtic suís. L'huilier va néixer en una família d'orfebres i joiers originària de Mâcon però que s'havia traslladat a Ginebra a finals del segle xvii per les seves creences hugonots. De jove va refusar un llegat econòmic familiar si es dedicava a estudiar per religiós; contràriament això, va ingressar a l'Acadèmia de Calví (actual Universitat de Ginebra) per estudiar matemàtiques i física. Els seus professors van ser Louis Bertrand (un antic deixeble d'Euler) i el físic Georges Louis Le Sage. A través d'aquest darrer va obtenir la seva primera feina com a tutor dels fills de la família Rilliet-Plantamour.
El 1775 va presentar una proposta de llibres de text de matemàtiques al govern polonès que estava reformant tot el sistema d'ensenyament. En guanyar el concurs, va ser cridat pel príncep Adam Kazimierz Czartoryski a la seva residència de Puławy. Lhuilier va romandre a Polònia des del 1777 fins al 1788, els millors anys de la seva vida. No solament va fer de tutor dels fills del príncep, sinó que va escriure els llibres de matemàtiques per les escoles poloneses (traduïts al polonès per Andrzej Gawroński) i va participar activament en la vida social de la noblesa polonesa.
El 1786 va guanyar el concurs convocat per l'Acadèmia de Berlín per elucidar el concepte de límit. Tot i així, l'Acadèmia, i particularment Joseph Louis Lagrange, no van quedar plenament satisfets de cap dels treballs presentats.
El 1789, en retornar a Ginebra es va trobar en un ambient revolucionari que el va desplaure i va marxar tot seguit a ocupar un càrrec de professor a la universitat de Tubinga, en el que va romandre fins al 1795, el mateix any que es va casar amb Marie Cartier amb qui tindria dos fills.
El 1795 va ser escollit per ocupar la càtedra del seu antic professor, Louis Bertrand, a l'Acadèmia de Ginebra; va ocupar aquest lloc fins a la seva jubilació el 1823. També va ocupar el lloc de rector de l'Acadèmia i es va involucrar en la vida política de la ciutat essent membre dels consells legislatiu i representatiu. Va ser membre de les acadèmies de Berlín, Göttingen i Sant Petersburg, fellow de la Royal Society i professor honorari de la universitat de Leiden.
A part dels llibres de text que va escriure per encàrrec del govern polonès, les obres per les que és més conegut són:
- 1782, De relatione mutua capacitatis et terminorum figurarum geometrice considerata, que era la primera part d'un tracta de Maxima et Minima i en la que va fer la primera exposició definitiva del teorema isoperimètric.[7]

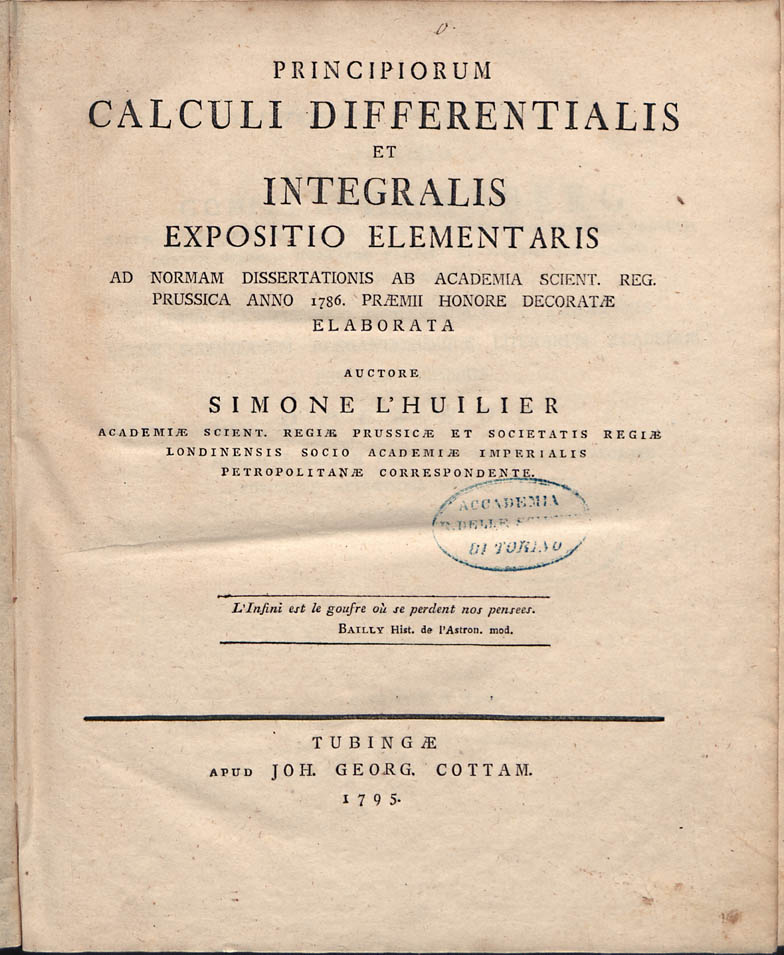
Principiorum calculi differentialis et integralis expositio elementaris, 1795

- 1786, Expositition élémentaire des principes des calculs supérieurs, text amb el que va guanyar el premi de l'Acadèmia de Berlín i que va reeditar en llatí el 1795. En aquest text introdueix la novetat de diferenciar entre els límits en grandària i en petitesa (els que tendeixen a infinit i els que tendeixen a zero) i també introdueix la notació, avui comuna, de {\displaystyle \lim _{x\to 0}f(x)}.[8]
- 1799, quatre articles, conjuntament amb Pierre Prévost, Sur les probabilités, en les que s'interessen en les implicacions filosòfiques de les probabilitats.[9] Des del punt de vista filosòfic, criticaven Condorcet per no distingir entre fenòmens naturals i fenòmens probabilístics,[10] però des del punt de vista matemàtic la seva aproximació és intercanviable amb la de Bayes-Laplace.[11]